# Collorgues
Collorgues est une commune française située dans le centre du département du Gard en région Occitanie.
Exposée à un climat méditerranéen, elle est drainée par le Bourdic, le ruisseau de la Candouillère, Valat de Gouloubert et par deux autres cours d'eau. Incluse dans les gorges du Gardon.
Collorgues est une commune rurale qui compte 670 habitants en 2022, après avoir connu une forte hausse de la population depuis 1968. Elle fait partie de l'aire d'attraction de Nîmes. Ses habitants sont appelés les Collorgois ou Collorgoises.

## Géographie

### Localisation
Au cœur du département du Gard, Collorgues se situe au centre d'un triangle dont les sommets sont Nîmes, Alès et Uzès. Ces trois villes se situent à 25 kilomètres du village pour les deux premières et à 12 kilomètres pour la troisième.
Le territoire de la commune est limitrophe de ceux de sept communes :
| Saint-Maurice-de-Cazevieille | Baron                    | Foissac                  |
| Castelnau-Valence            | Collorgues               | Aubussargues             |
| Saint-Dézéry                 | Garrigues-Sainte-Eulalie | Garrigues-Sainte-Eulalie |

### Géologie et relief
La superficie de la commune est de 927 hectares ; son altitude varie de 109  à   216 mètres.
Le territoire de la commune est composé de collines boisées et de plaines occupées par des vignes, des oliviers et diverses parcelles cultivées.

### Hydrographie
Du nord au sud coule le ruisseau de la Cottin dominé à l'est par la colline occupée par le village et à l'ouest par la colline du Mas Gaillard. Une portion de la rivière Bourdic borde l'est de la commune et constitue sa frontière avec celle de Serviers-et-Labaume.

### Climat
Pour des articles plus généraux, voir Climat de l'Occitanie et Climat du Gard.
En 2010, le climat de la commune est de type climat méditerranéen franc, selon une étude s'appuyant sur une série de données couvrant la période 1971-2000. En 2020, Météo-France publie une typologie des climats de la France métropolitaine dans laquelle la commune est exposée à un climat méditerranéen et est dans la région climatique Provence, Languedoc-Roussillon, caractérisée par une pluviométrie faible en été, un très bon ensoleillement (2 600 h/an), un été chaud (21,5 °C), un air très sec en été, sec en toutes saisons, des vents forts (fréquence de 40 à 50 % de vents > 5 m/s) et peu de brouillards.
Pour la période 1971-2000, la température annuelle moyenne est de 13,9 °C, avec une amplitude thermique annuelle de 17,3 °C. Le cumul annuel moyen de précipitations est de 829 mm, avec 6,3 jours de précipitations en janvier et 3,1 jours en juillet. Pour la période 1991-2020, la température moyenne annuelle observée sur la station météorologique la plus proche, située sur la commune de La Rouvière à 9 km à vol d'oiseau, est de 14,5 °C et le cumul annuel moyen de précipitations est de 914,4 mm,. Pour l'avenir, les paramètres climatiques de la commune estimés pour 2050 selon différents scénarios d'émission de gaz à effet de serre sont consultables sur un site dédié publié par Météo-France en novembre 2022.

### Voies de communication et transports
Traversé par les routes D114 et D120, le village est proche de la N106 reliant Nîmes à Alès. Collorgues est desservie par la ligne A11 du réseau interurbain du Gard. La gare de Nozières - Brignon, située à 10 kilomètres, permet d'accéder au réseau TER. L'aéroport de Nîmes-Garons situé à 38 kilomètres est le plus proche.

## Urbanisme

### Typologie
Au 1er janvier 2024, Collorgues est catégorisée commune rurale à habitat dispersé, selon la nouvelle grille communale de densité à sept niveaux définie par l'Insee en 2022.
Elle est située hors unité urbaine. Par ailleurs la commune fait partie de l'aire d'attraction de Nîmes, dont elle est une commune de la couronne,. Cette aire, qui regroupe 92 communes, est catégorisée dans les aires de 200 000 à moins de 700 000 habitants,.

### Occupation des sols
L'occupation des sols de la commune, telle qu'elle ressort de la base de données européenne d’occupation biophysique des sols Corine Land Cover (CLC), est marquée par l'importance des territoires agricoles (58 % en 2018), en diminution par rapport à 1990 (61,6 %). La répartition détaillée en 2018 est la suivante :
cultures permanentes (30,8 %), zones agricoles hétérogènes (27,2 %), forêts (19,4 %), milieux à végétation arbustive et/ou herbacée (19 %), zones urbanisées (3,6 %). L'évolution de l’occupation des sols de la commune et de ses infrastructures peut être observée sur les différentes représentations cartographiques du territoire : la carte de Cassini (XVIIIe siècle), la carte d'état-major (1820-1866) et les cartes ou photos aériennes de l'IGN pour la période actuelle (1950 à aujourd'hui).

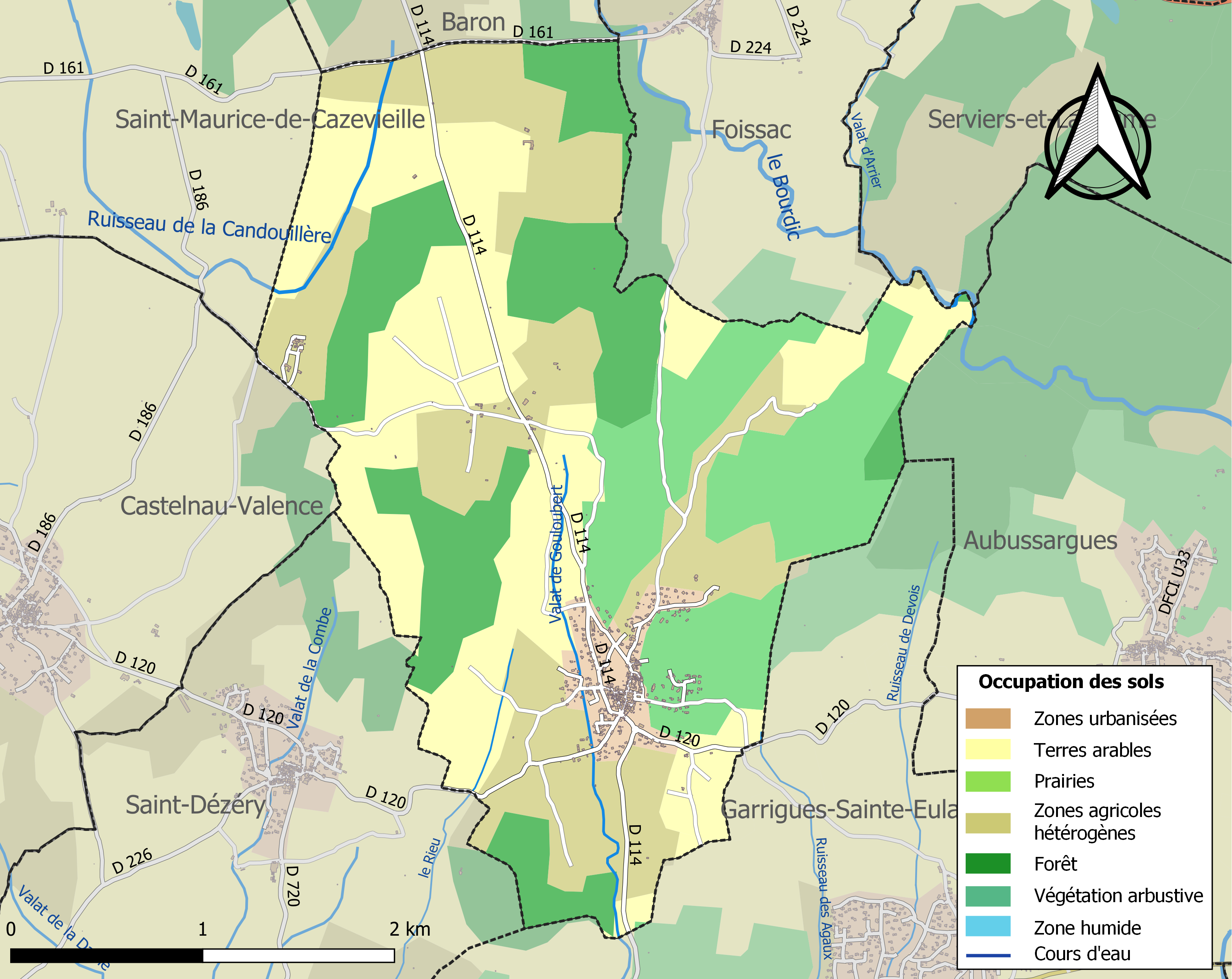
Carte des infrastructures et de l'occupation des sols de la commune en 2018 (CLC).

### Risques majeurs
Le territoire de la commune de Collorgues est vulnérable à différents aléas naturels : météorologiques (tempête, orage, neige, grand froid, canicule ou sécheresse), inondations, feux de forêts, mouvements de terrains et séisme (sismicité faible). Il est également exposé à un risque technologique, le transport de matières dangereuses. Un site publié par le BRGM permet d'évaluer simplement et rapidement les risques d'un bien localisé soit par son adresse soit par le numéro de sa parcelle.

#### Risques naturels
Certaines parties du territoire communal sont susceptibles d’être affectées par le risque d’inondation par débordement de cours d'eau et par une crue torrentielle ou à montée rapide de cours d'eau, notamment le Bourdic et le ruisseau de la Candouillère. La commune a été reconnue en état de catastrophe naturelle au titre des dommages causés par les inondations et coulées de boue survenues en 1982, 2002, 2005 et 2014,.

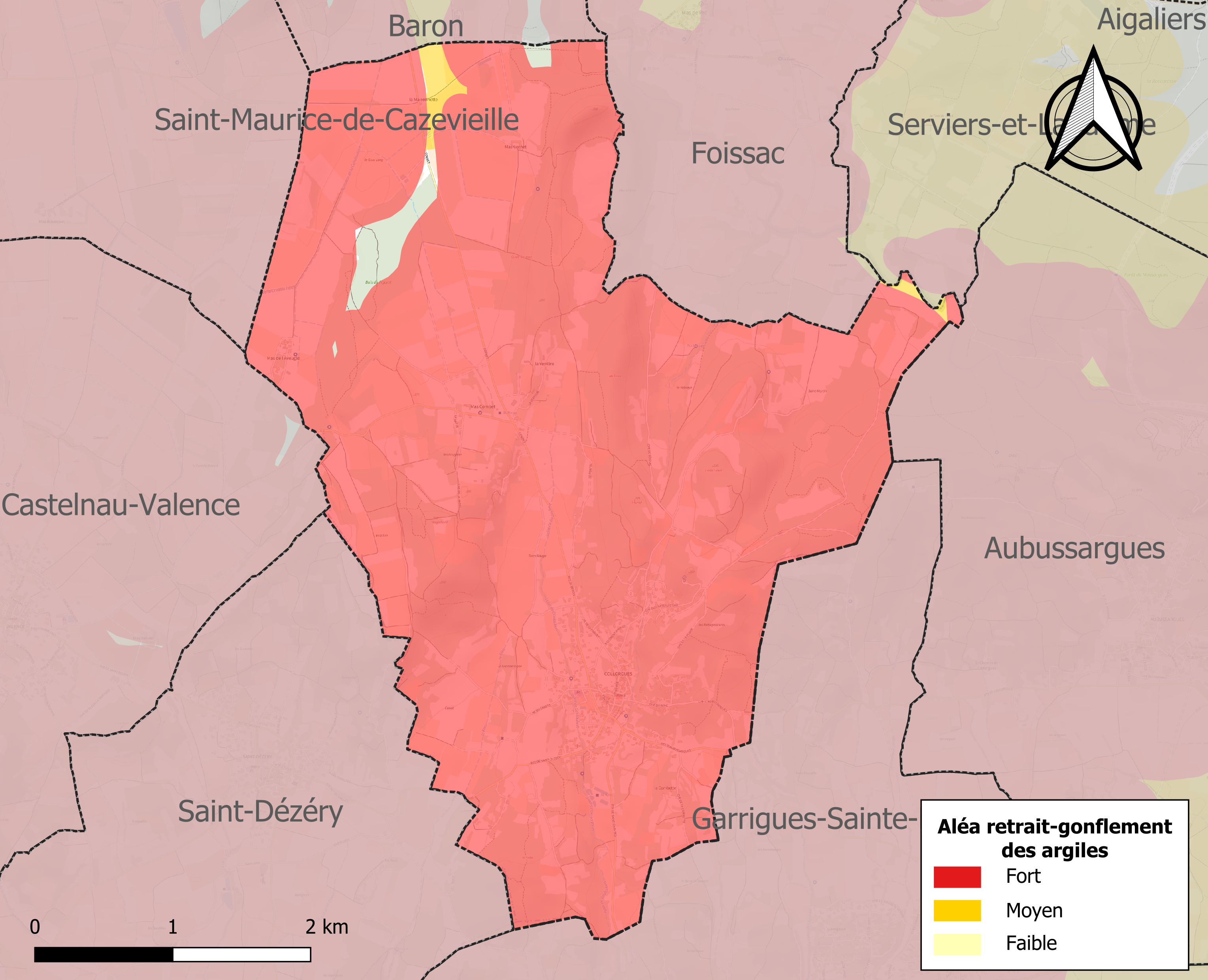
Carte des zones d'aléa retrait-gonflement des sols argileux de Collorgues.

La commune est vulnérable au risque de mouvements de terrains constitué principalement du retrait-gonflement des sols argileux. Cet aléa est susceptible d'engendrer des dommages importants aux bâtiments en cas d’alternance de périodes de sécheresse et de pluie. 98,5 % de la superficie communale est en aléa moyen ou fort (67,5 % au niveau départemental et 48,5 % au niveau national). Sur les 277 bâtiments dénombrés sur la commune en 2019, 277 sont en aléa moyen ou fort, soit 100 %, à comparer aux 90 % au niveau départemental et 54 % au niveau national. Une cartographie de l'exposition du territoire national au retrait gonflement des sols argileux est disponible sur le site du BRGM,.
Par ailleurs, afin de mieux appréhender le risque d’affaissement de terrain, l'inventaire national des cavités souterraines permet de localiser celles situées sur la commune.

#### Risques technologiques
Le risque de transport de matières dangereuses sur la commune est lié à sa traversée par des infrastructures routières ou ferroviaires importantes ou la présence d'une canalisation de transport d'hydrocarbures. Un accident se produisant sur de telles infrastructures est en effet susceptible d’avoir des effets graves au bâti ou aux personnes jusqu’à 350 m, selon la nature du matériau transporté. Des dispositions d’urbanisme peuvent être préconisées en conséquence.

## Toponymie
D'après le toponymiste Ernest Nègre, Collorgues représente un pluriel du bas latin colonica, terme apparu au VIIIe siècle et désignant une propriété foncière, le plus souvent agricole, sur lequel un paysan libre pouvait s'établir de manière perpétuelle et héréditaire, Colonicae étant une ancienne appellation de Collorgues. Il est l'équivalent des nombreux Collonges, Coulonges, Coulanges... du domaine d'oïl.
Les habitants de Collorgues sont les Collorguois.

## Histoire

### Préhistoire, Antiquité
Les premières traces de vie sur le site de Collorgues sont animales. On peut en effet observer sur le territoire de la commune une dalle calcaire portant les empreintes de mammifères.
À la fin du Néolithique et au Chalcolithique, les collines de Collorgues sont un important site de production de silex. Plusieurs hypogées et deux statues-menhirs ont été découverts sur la colline du Mas Gaillard. Des zones d'extractions à ciel ouvert et zones de taille sont également présentes aux environs. L'exportation du silex de Collorgues est attestée de la Lozère jusqu'en Catalogne sur une période allant de 3 300 à 2 400 ans av. J.-C.,.
Il n'existe pas de traces actuellement connues d'une occupation de Collorgues au cours de l'antiquité. L'activité humaine dans cette zone est alors située plus au nord sur l'oppidum de Brueys (commune d'Aigaliers) et au pied de celui-ci au lieu-dit Les Claparèdes (commune de Baron) où furent mis au jour de nombreux vestiges gallo-romains, notamment une stèle funéraire plus tard déplacée à Collorgues.

### Ancien Régime
En 1295, alors castrum féodal, Collorgues apparait sur un échange écrit entre le roi Philippe IV le Bel et Raymond V Gaucelme, seigneur de Lunel et en partie d'Uzès, par lequel ce dernier reçoit du roi la propriété du château et du fief de Collorgues.

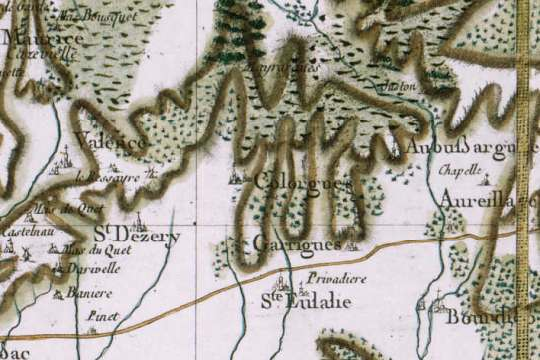
Collorgues sur la carte de Cassini.

Le village est connu en 1314 sous le nom d’Ecclesia de Colonicis, appartenant à la viguerie et au diocèse d'Uzès. En 1384, on y compte trois feux, selon un dénombrement de la sénéchaussée. Le village se nomme alors Colonicae.
Du XVe au XVIIe siècle, la seigneurie de Collorgues et son château appartiennent à la famille de Brueys. Le village subit fréquemment les frais des guerres de religion et son église est plusieurs fois incendiée et restaurée. Après les massacres de protestants ayant eu lieu dans la région le 7 juillet 1696, la famille de Brueys se disperse en Europe et les lieux changent de propriétaires. En 1726, la seigneurie devient propriété de Jean de Cabot, trésorier de France en la Généralité de Montpellier et intendant des gabelles de Languedoc, puis de son fils Jean-Roch de Cabot, Grand voyer de France. Avant la Révolution française, à une date encore indéterminée, le château devient possession de la famille de Bouzigues de Lacoste jusqu'au XIXe siècle où son dernier représentant, Jean-Alexandre de Lacoste, le cédera à la commune.

## Politique et administration
Collorgues est membre de la communauté de communes du pays d'Uzès. La commune appartient au canton d'Uzès et à la sixième circonscription du Gard. Juridiquement, Collorgues relève du tribunal d'instance d'Uzès, du tribunal de grande instance de Nîmes, de la cour d'appel de Nîmes, du tribunal pour enfants de Nîmes, du conseil de prud'hommes de Nîmes, du tribunal de commerce de Nîmes, du tribunal administratif de Nîmes et de la cour administrative d'appel de Marseille.

### Liste des maires
| Période                                  | Période  | Identité           | Étiquette      | Qualité |
| ---------------------------------------- | -------- | ------------------ | -------------- | --- |
| Les données manquantes sont à compléter. |          |                    |                | |
|                                          |          | Clément Ravaux     |                | Premier président du Sivom de Collorgues |
|                                          | 2005     | Maurice Dumas      | DVG            | |
| 2005                                     | 2014     | Michel Feret       |                | |
| 2014                                     | 2015     | Jean-Marc Marchal  | EELV           | |
| 2015                                     | 2017     | André Brunel       | PS             | Retraité Fonction publique |
| 2017                                     | 2020     | Thierry Clemente   | Sans étiquette | Condamné à 5 mois avec sursis, deux ans d’inéligibilité et une amende de 500 €, pour harcèlement sur une employée de mairie et sur une habitante du village |
| 2020                                     | En cours | Micheline Reghenas |                | |

### Jumelages
Au 26 juillet 2020, Collorgues n'est jumelée avec aucune commune.

## Population et société

### Démographie
L'évolution du nombre d'habitants est connue à travers les recensements de la population effectués dans la commune depuis 1793. Pour les communes de moins de 10 000 habitants, une enquête de recensement portant sur toute la population est réalisée tous les cinq ans, les populations de référence des années intermédiaires étant quant à elles estimées par interpolation ou extrapolation. Pour la commune, le premier recensement exhaustif entrant dans le cadre du nouveau dispositif a été réalisé en 2008.

En 2022, la commune comptait 670 habitants, en évolution de +12,98 % par rapport à 2016 (Gard : +2,97 %, France hors Mayotte : +2,11 %).
| 1793 | 1800 | 1806 | 1821 | 1831 | 1836 | 1841 | 1846 | 1851 |
| ---- | ---- | ---- | ---- | ---- | ---- | ---- | ---- | ---- |
| 333  | 329  | 340  | 350  | 349  | 356  | 341  | 368  | 390  |

| 1856 | 1861 | 1866 | 1872 | 1876 | 1881 | 1886 | 1891 | 1896 |
| ---- | ---- | ---- | ---- | ---- | ---- | ---- | ---- | ---- |
| 419  | 371  | 370  | 368  | 357  | 372  | 310  | 310  | 274  |

| 1901 | 1906 | 1911 | 1921 | 1926 | 1931 | 1936 | 1946 | 1954 |
| ---- | ---- | ---- | ---- | ---- | ---- | ---- | ---- | ---- |
| 264  | 291  | 284  | 265  | 252  | 237  | 234  | 215  | 205  |

| 1962 | 1968 | 1975 | 1982 | 1990 | 1999 | 2006 | 2008 | 2013 |
| ---- | ---- | ---- | ---- | ---- | ---- | ---- | ---- | ---- |
| 204  | 196  | 196  | 210  | 309  | 359  | 490  | 528  | 550  |

| 2018 | 2022 | - | - | - | - | - | - | - |
| ---- | ---- | - | - | - | - | - | - | - |
| 622  | 670  | - | - | - | - | - | - | - |

### Enseignement
Collorgues appartient à l'académie de Montpellier. Un regroupement pédagogique intercommunal existe avec la commune de Garrigues-Sainte-Eulalie, celle-ci accueillant les élèves à partir du cours préparatoire. L'école de Collorgues accueille les élèves de maternelle et, selon les effectifs, des élèves de cours préparatoire. L'établissement porte le nom de l'ancien propriétaire du château de Collorgues, Jean-Alexandre Lacoste (1800-1858).
Les collèges les plus proches sont situés à Brignon, Saint-Geniès-de-Malgoirès et Uzès, respectivement à 8, 10 et 12 kilomètres. Les lycées sont à Uzès et à Alès. La proximité de grandes villes permet à Collorgues d'avoir un accès à l'enseignement supérieur : à Alès l'École nationale supérieure des mines, et à Nîmes l'université de Nîmes, l'unité de formation et de recherche de médecine (UFR), deux instituts de formation en soins infirmiers (CHU et Croix-Rouge), un institut universitaire de technologie (IUT), un institut universitaire de formation des maîtres (IUFM), une école de notariat, un centre du Conservatoire national des arts et métiers et l'École nationale de police.

### Santé
Du fait de sa situation au centre du triangle Nîmes-Alès-Uzès, Collorgues bénéficie d'une proximité avec les équipements de santé de ces trois villes. Le village a ainsi accès dans un rayon de 30 kilomètres à un hôpital local (Uzès), un centre hospitalier (Alès) et un CHU (Nîmes). Un certain nombre de cliniques et de nombreux établissements d'hébergement pour personnes âgées dépendantes (EHPAD) sont accessibles. La ville voisine d'Uzès est également équipée d'un important hôpital psychiatrique. La commune dépend du centre de secours d'Uzès.

### Manifestations culturelles et festivités
Un marché nocturne annuel est organisé par l'office de tourisme d'Uzès dans les villages de la communauté de communes du pays d'Uzès.

### Cultes
Les Collorguois disposent de lieux de culte catholique, israélite, musulman et protestant.

#### Culte catholique
Collorgues a longtemps appartenu à l'ancien diocèse d'Uzès jusqu'à la suppression de celui-ci. Aujourd'hui, la commune fait partie de l'ensemble paroissial de Saint-Maurice-de-Cazevieille et Vézénobres au sein du diocèse de Nîmes. Le village ne possède plus de lieu de culte catholique depuis la transformation de l'église Saint-André en temple protestant ; les offices ont donc lieu dans les communes alentour.

#### Culte israélite
La commune appartient au consistoire régional de Languedoc. La synagogue la plus proche est à Nîmes.

#### Culte musulman
Collorgues appartient au conseil régional du culte musulman Languedoc-Roussillon. Les mosquées les plus proches se trouvent à Uzès, Saint-Geniès-de-Malgoirès et Alès.

#### Culte protestant
Collorgues appartient à la paroisse de Saint-Chaptes, dans la région Cévennes-Languedoc-Roussillon de l'Église protestante unie de France. Les offices ont lieu les dimanches matin dans le temple de Collorgues qui occupe l'ancienne église catholique.

## Économie

### Revenus de la population et fiscalité
En 2011, le revenu fiscal médian par ménage était de 30 549 €, ce qui plaçait Collorgues au 14 844e rang parmi les 31 886 communes de plus de 49 ménages en métropole.

### Emploi
En 2013, la population âgée de 15 à 64 ans s'élevait à 330 personnes, parmi lesquelles on comptait 75,2 % d'actifs dont 64,5,0 % ayant un emploi et 10,6 % de chômeurs.
On comptait 79 emplois dans la zone d'emploi, contre 72 en 1999. Le nombre d'actifs ayant un emploi résidant dans la zone d'emploi étant de 217, l'indicateur de concentration d'emploi est de 36,4 %, ce qui signifie que la zone d'emploi offre seulement un emploi pour trois habitants actifs, la commune est en effet essentiellement résidentielle.

### Entreprises et commerces
Au 31 décembre 2013, Collorgues comptait 63 établissements : 16 dans l’agriculture-sylviculture-pêche, 7 dans l'industrie, 9 dans la construction, 25 dans le commerce-transports-services divers et 6 étaient relatifs au secteur administratif.

### Secteurs d'activités
Le secteur primaire est représenté par la culture de la vigne, du tournesol, de l'olivier ainsi que diverses plantes céréalières et fourragères. Des éleveurs, principalement ovins et caprins sont également présents. Des entreprises consacrées aux matériels agricoles, au bâtiment-travaux publics et à la transformation des matières premières issues de l'agriculture (moulin à huile d'olive, cave vinicole) constituent le secteur secondaire. Le secteur tertiaire de Collorgues regroupe quant à lui des entreprises de services aux particuliers, des professions libérales ainsi que les services administratifs de la commune,.

## Culture locale et patrimoine

### Lieux et monuments

#### Lieux et monuments historiques
- Statues-menhirs de Collorgues classées à l'inventaire des monuments historiques depuis le 9 mai 1927[38].

Cet ensemble a été découvert lors de la fouille de l'hypogée de Teste 1. La première se trouvait parmi les dalles de couverture de la tombe alors que la seconde fut trouvée au milieu des dalles de soutènement de la galerie à silex partant de la chambre. Les visages et bras sont bien représentés ainsi que des ébauches de seins et ce qui est interprété comme des crosses ou des faucilles,. Ces statues sont désormais conservées au musée de Lodève.

#### Autres lieux et monuments

##### Édifices civils
Le château : il appartient à la famille Brueys de Fontcouverte qui possède sur le compoix de 1632, près de 50 hectares, dont le mas Jourdan. Il passe ensuite à la famille de Segla de Ribaute, qui le vend à M Cabot, d'Uzès, en 1726, moyennant 16 500 livres. En 1762, Mme Cabot de Collorgues, née du Venant d'Ivergny, vend le château et le domaine à Pierre Bresson. Sous la Révolution, il apparient à Alexandre Henri Lacoste qui a considérablement agrandi le domaine qui couvre plus de 300 hectares. Le château devient bien communal en 1865. Jean-Alexandre de Bouzigues de Lacoste (1800-1858), dernier descendant des seigneurs de Collorgues, ancien propriétaire du château, légua ses bien à la commune à sa mort. En 2016, le château accueille la mairie, la bibliothèque municipale et le foyer communal. De 1866 à 2003, l'école s'y trouvait également, ainsi qu'une maison de santé toutes deux financées par une partie de l'héritage de Jean-Alexandre Lacoste. Le château était équipé d'un donjon détruit vers 1864 pour permettre l'aménagement de la Grand Rue.
Outre les lavoirs construits entre 1886 et 1903, la commune compte une ancienne cave coopérative, transformée en chais de vieillissement et salle de réception.

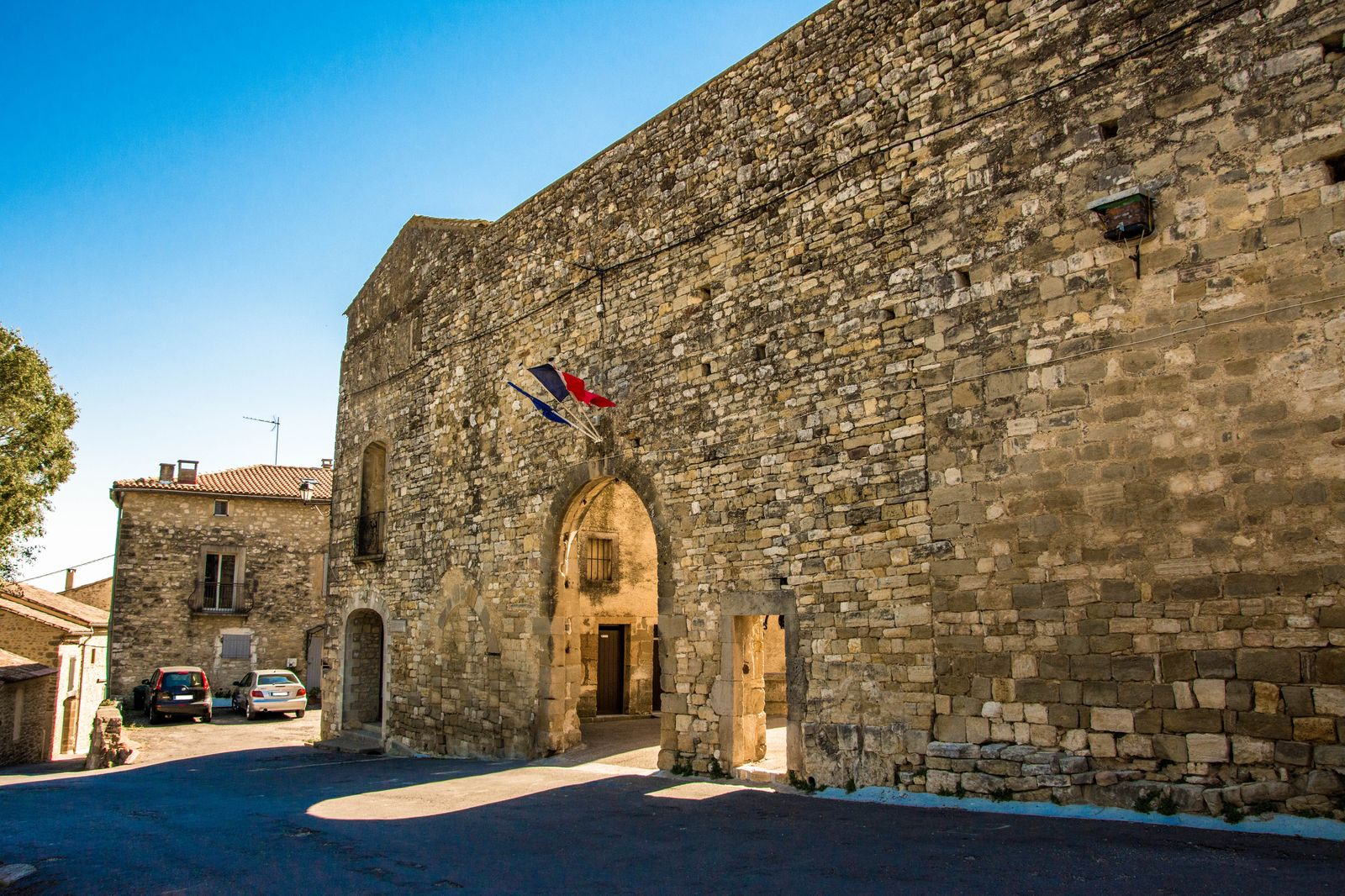
Façade du château.
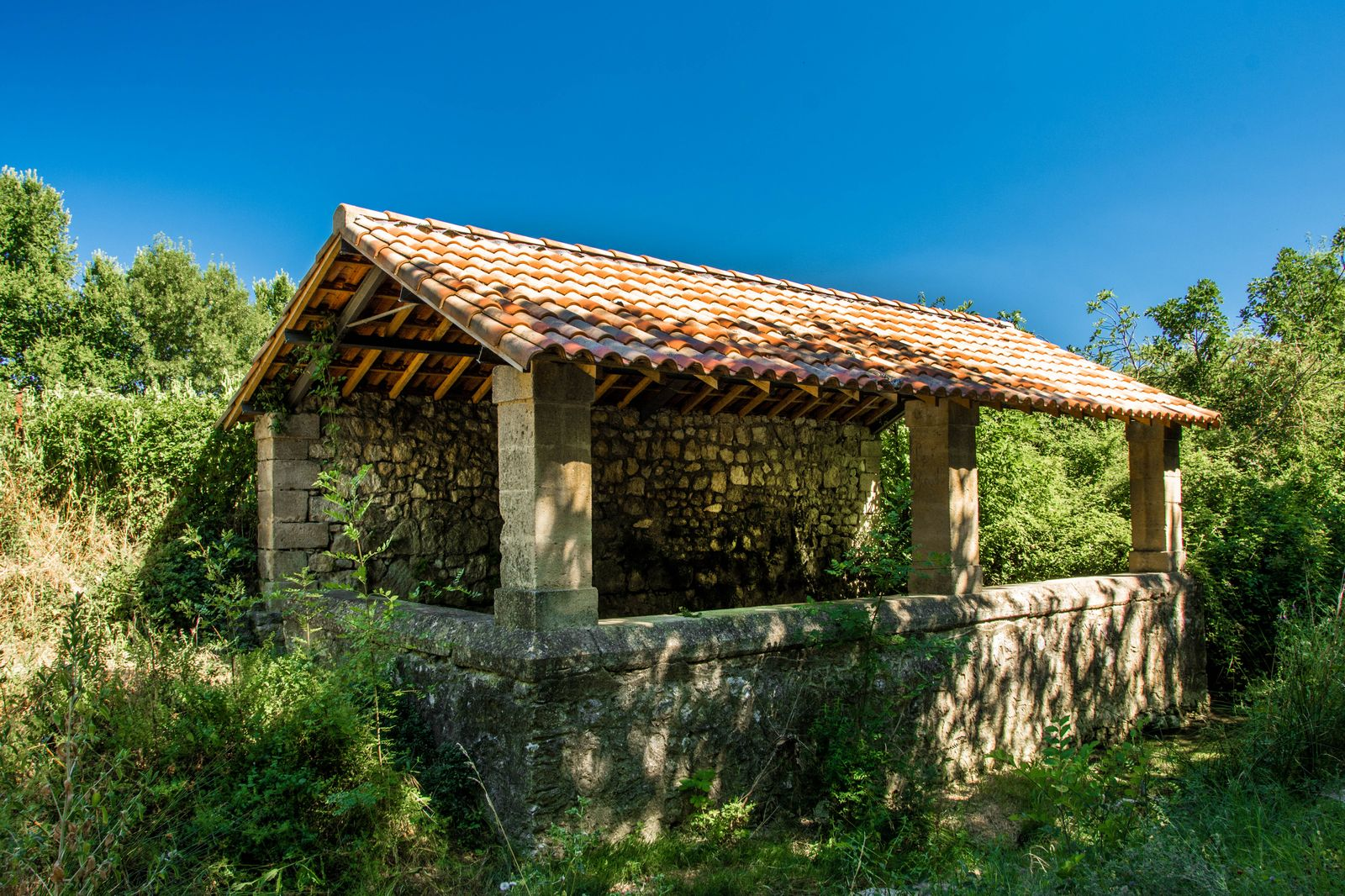
Lavoir de la Rouveyrole, également appelé lavoir de la Cottin.
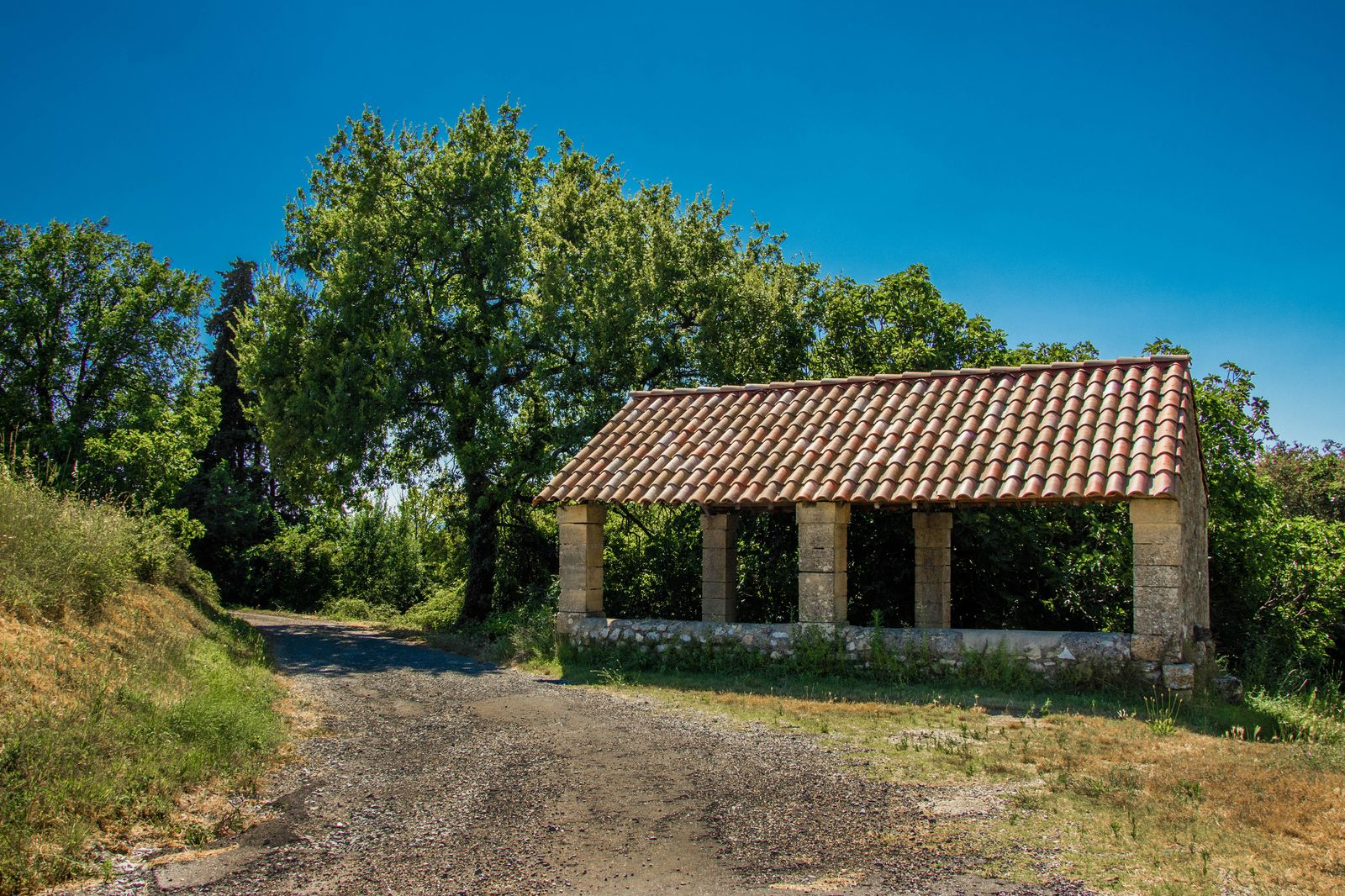
Lavoir de la violette.
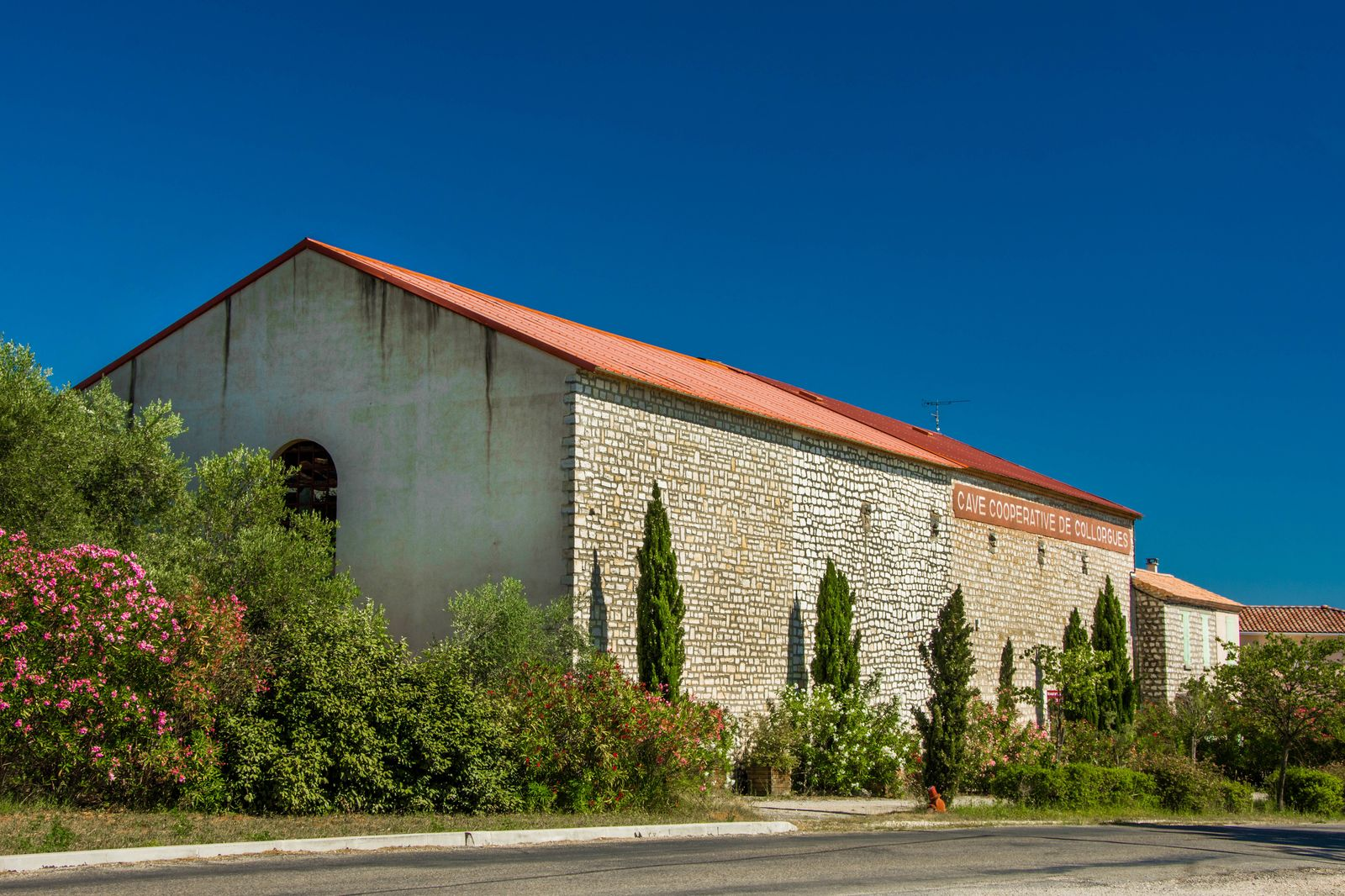
Ancienne cave coopérative.

##### Édifices religieux
Le temple protestant était à l'origine l'église catholique attestée dès 1470, dédiée à Saint- André et unie au monastère de Saint-Nicolas-de-Campagnac. Elle fut plusieurs fois incendiée lors des guerres de religion et à chaque fois restaurée, notamment en 1858 grâce aux fonds légués par Jean-Alexandre Lacoste. Le cimetière catholique comprend une chapelle édifiée en 1886.

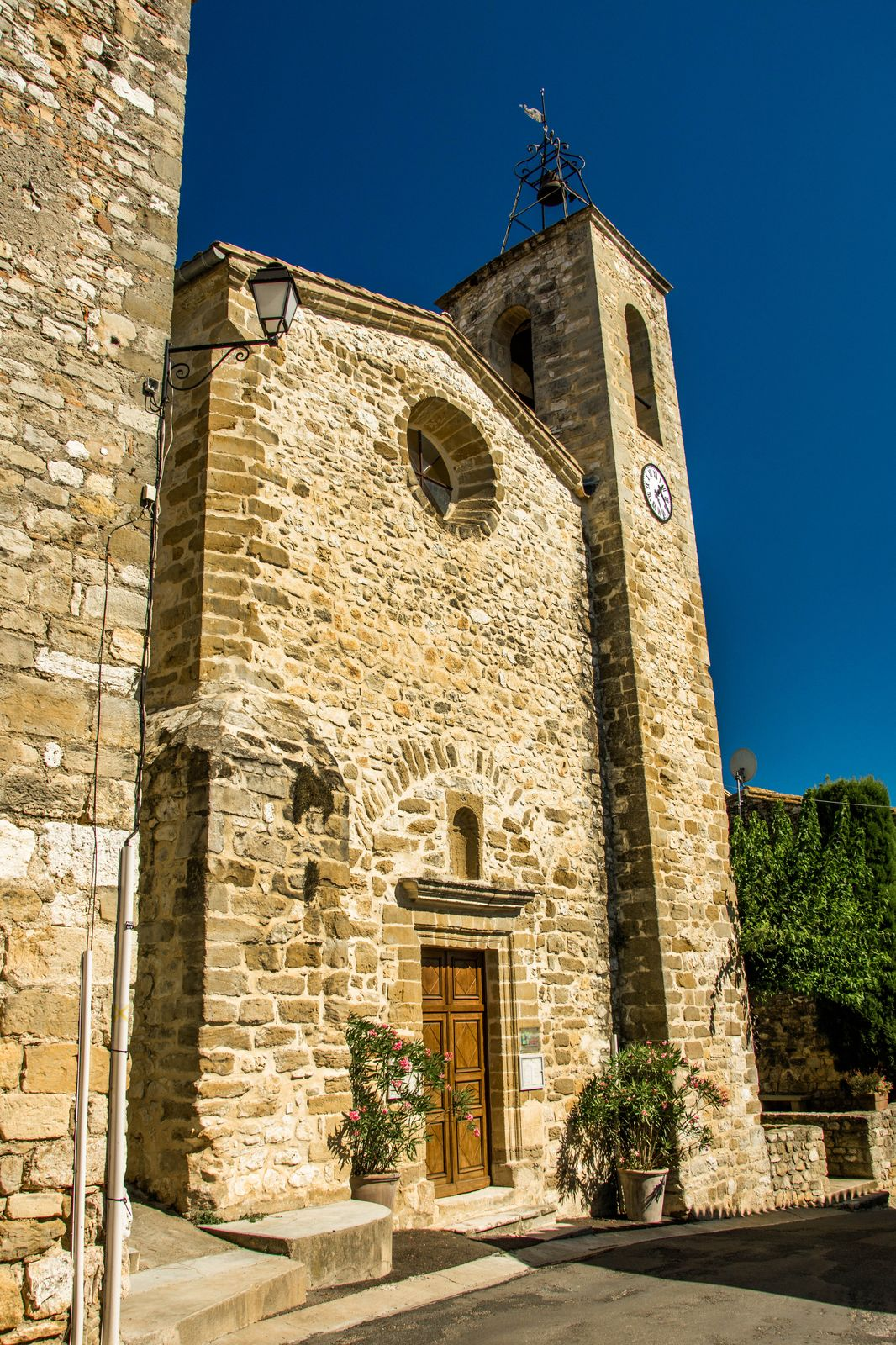
Façade du temple.
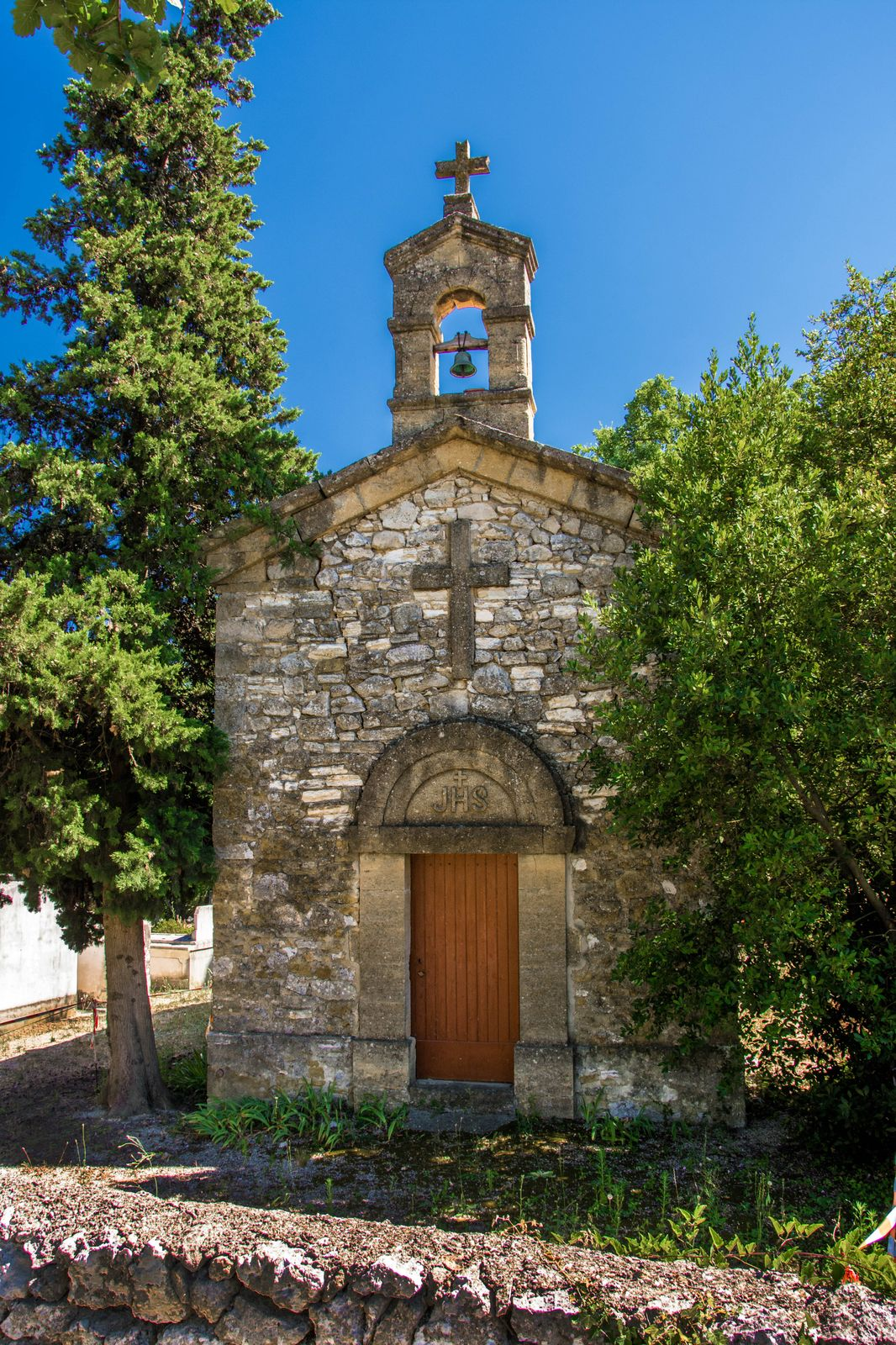
Chapelle du cimetière catholique.

### Patrimoine culturel
- Hypogées de Collorgues : La première (Hypogée de Teste 1), mise au jour en 1879, est un puits d'accès à des galeries d'exploitation de silex qui fut ensuite réemployé en sépulture collective. Elle a livré six squelettes, plusieurs poignards en silex ainsi que deux statues-menhirs. Par la suite, plusieurs autres réseaux de galeries furent découverts, en particulier l'hypogée de Teste 2 s'étendant sur plusieurs dizaines de mètres et dans laquelle fut trouvée une dalle anthropomorphe[22],[23]. Les trouvailles faites pendant les fouilles sont désormais exposées dans plusieurs musées de la région, notamment le musée archéologique de Nîmes où est également visible une maquette de Teste 1. Les hypogées, quant à elles, sont perdues dans la végétation et peu accessibles.
- Stèle funéraire romaine : vraisemblablement originaire de la commune voisine de Baron où plusieurs tombes antiques ont été fouillées au lieu-dit Les Claparèdes, ce monument d'environ 130 centimètres sur 75 a été réemployé comme élément de maçonnerie et se trouve désormais encastré dans l'angle d'une maison face au château de Collorgues. On peut y lire « D(is) M(anibus) - Mariae - Q(uinti) Fil(iae) - Quintiae - v(iva) f(ecit) » traduit par « Aux dieux Mânes de Maria Quintia, fille de Quintius, elle a fait élever (ce monument) de son vivant ». Plusieurs stèles funéraires découvertes sur les communes de Baron et d'Aigaliers font référence à Quintius et sa fille Maria Quintia[43]. Encastrée dans une propriété privée et non inscrite aux monuments historiques, la stèle est aujourd'hui très abîmée et les inscriptions à peine visibles.
- Empreintes préhistoriques : en bordure du chemin du Bos, une dalle calcaire porte les traces de mammifères de l'époque éocène : hyaenodon, anoplotherium et palaeotherium.

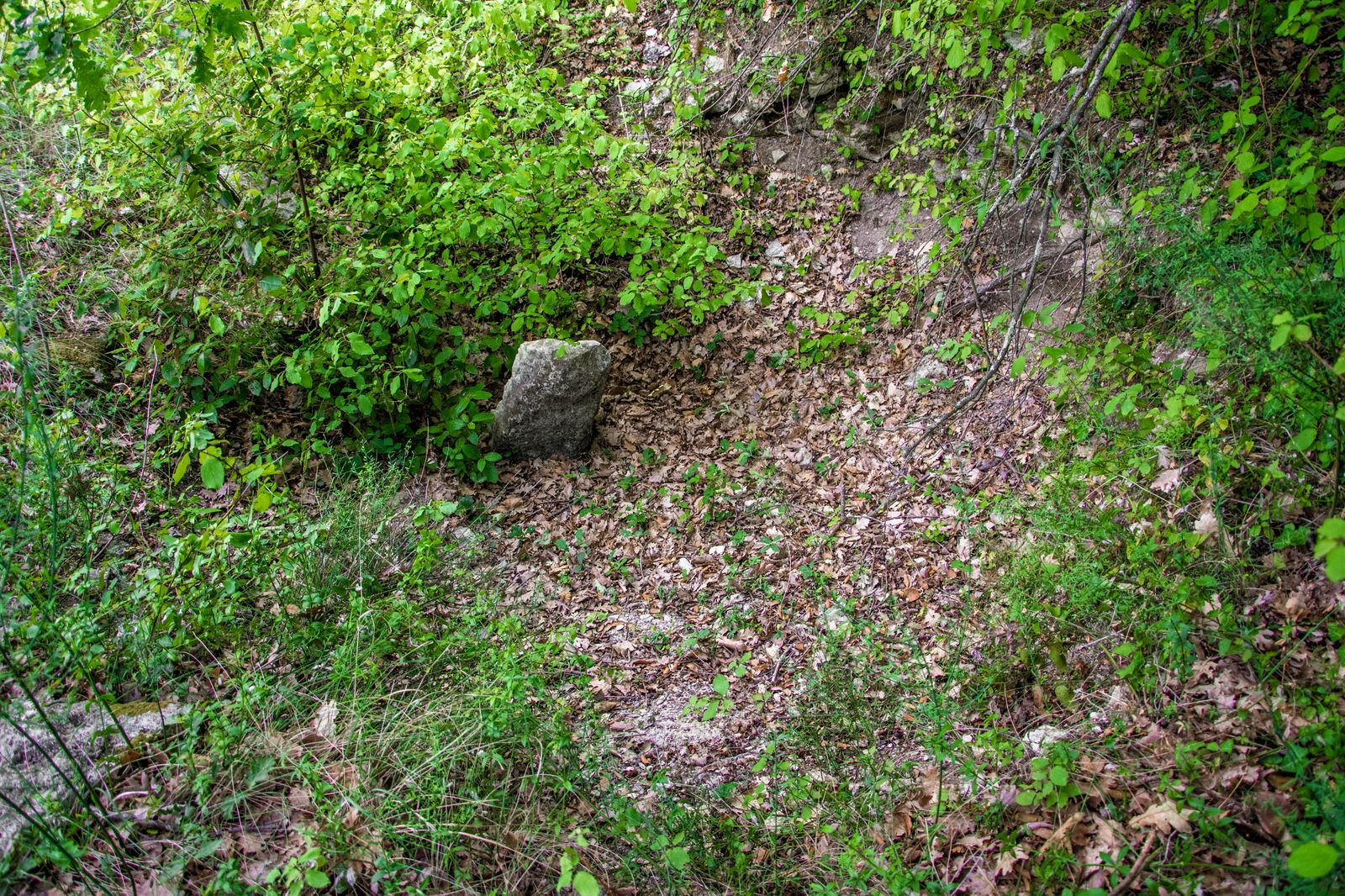
Hypogée de Teste 1.
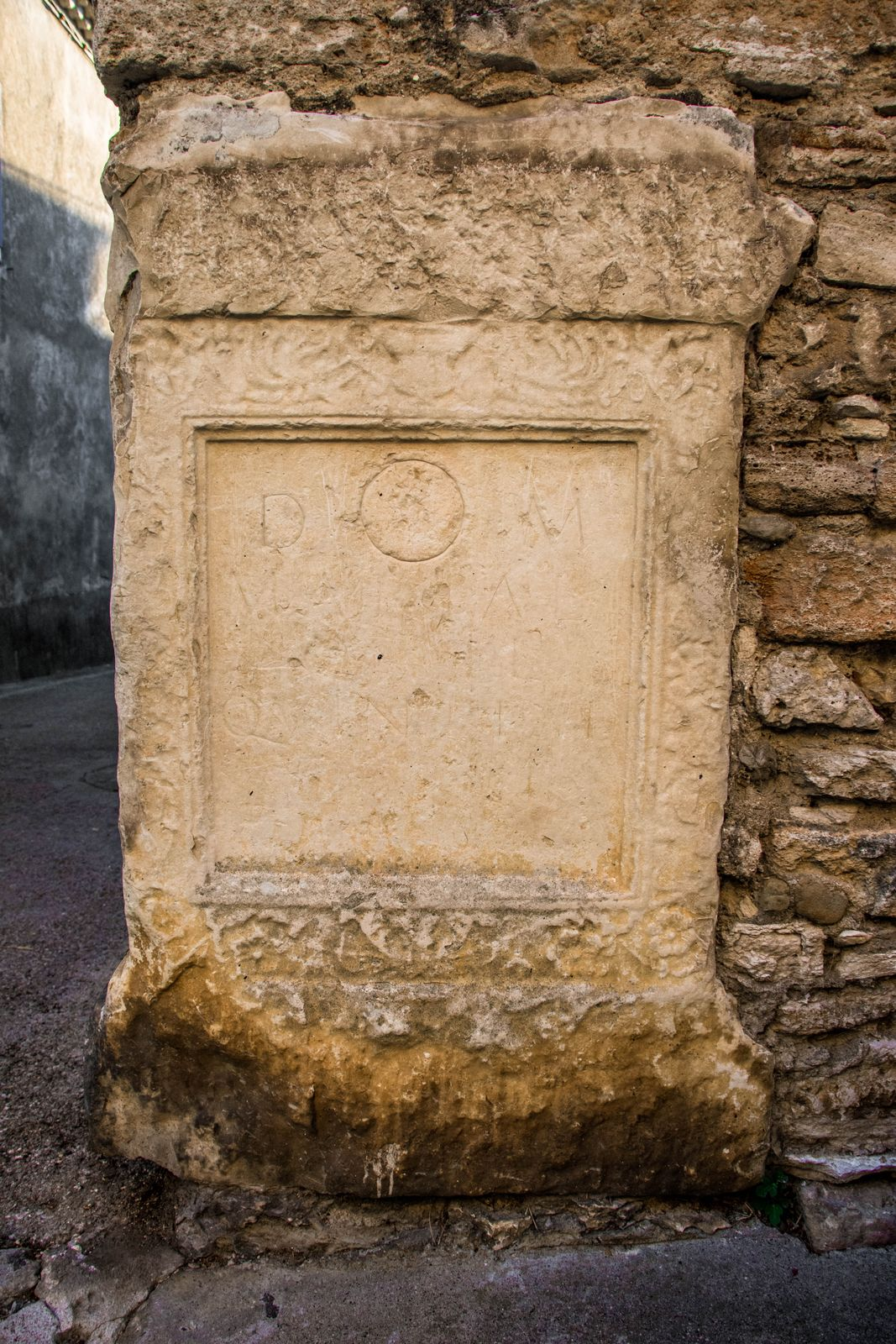
Stèle romaine.
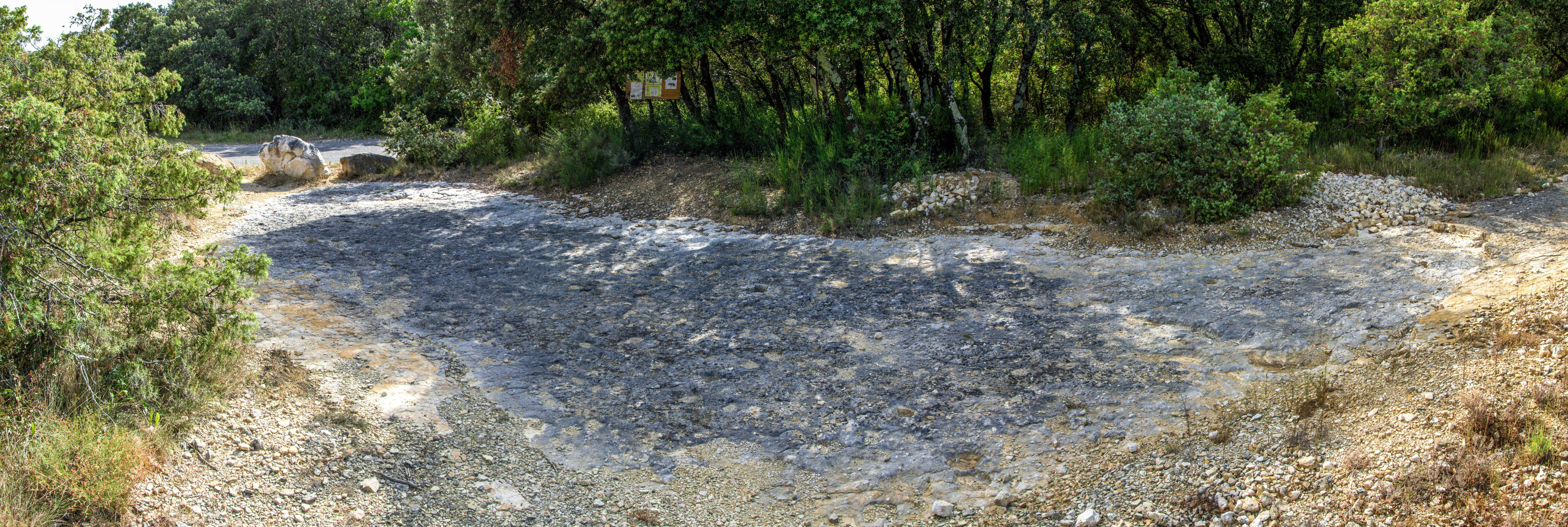
Dalle à empreintes.
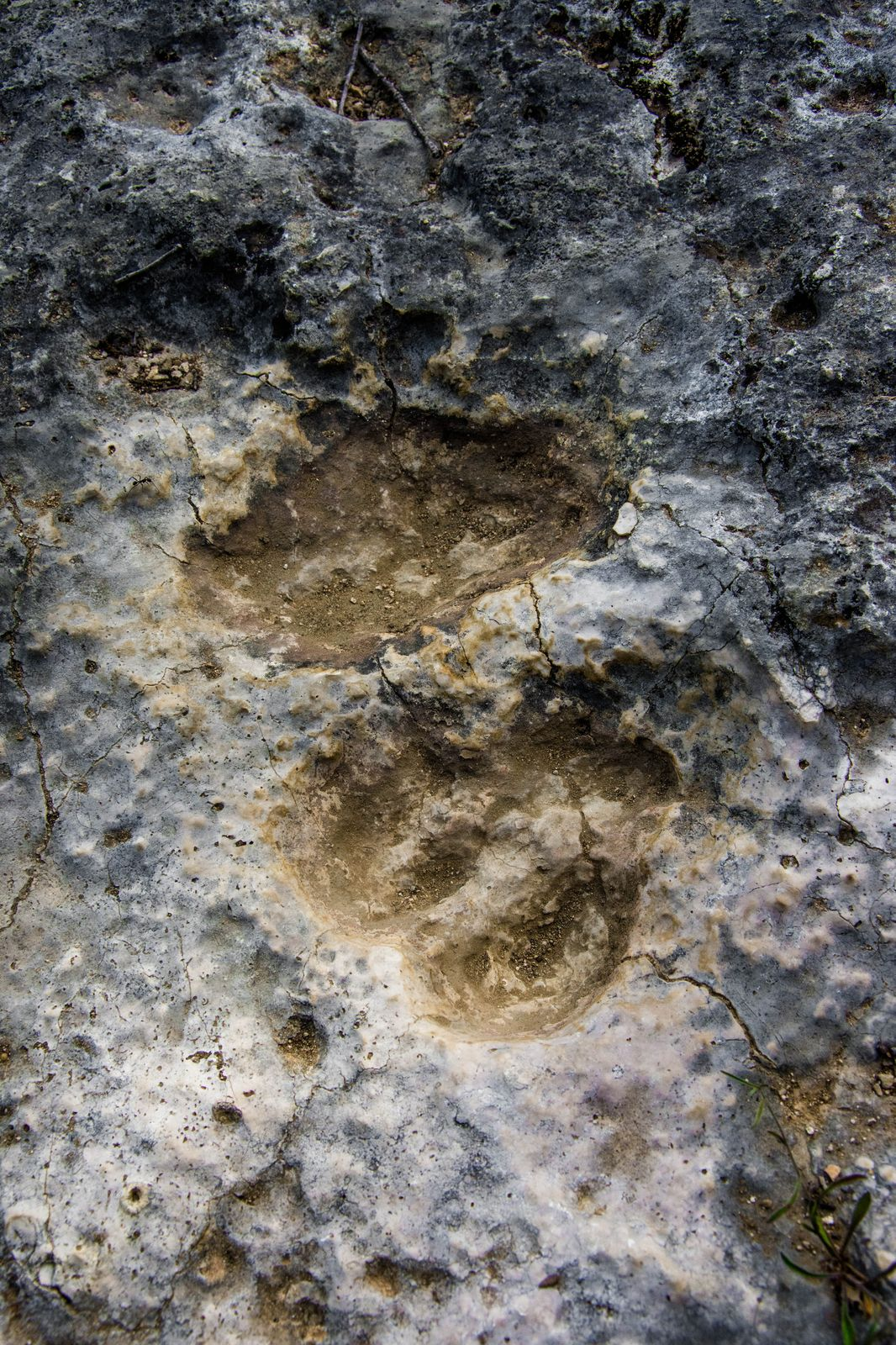
Une empreinte.
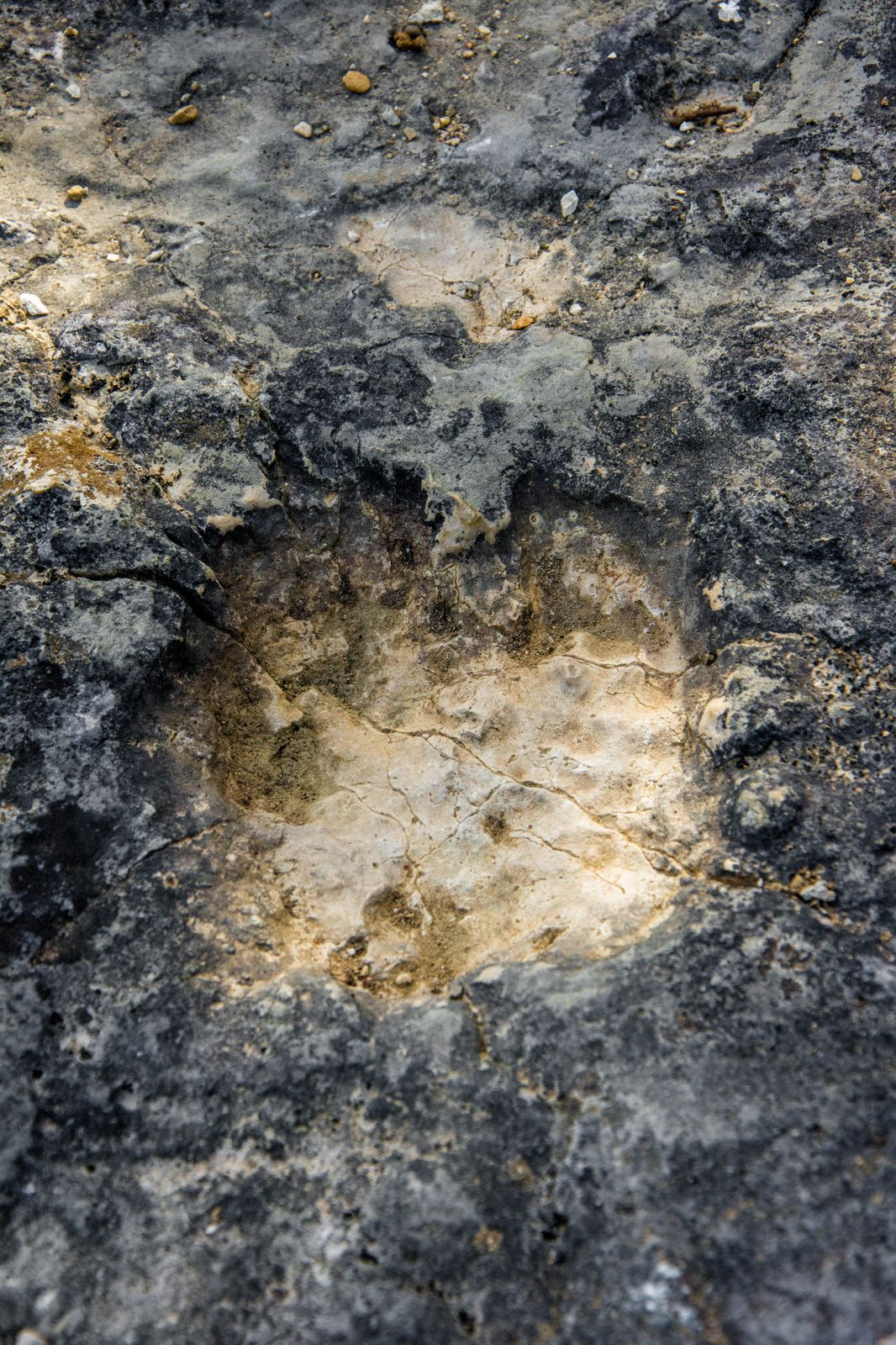
Un autre type d'empreinte.

### Personnalités liées à la commune
- Claude Mazauric (1932), historien. Sa famille est originaire de Collorgues : son père et ses oncles furent parmi les quarante-trois hommes du village appelés à combattre lors de la Première Guerre mondiale[44].
- Michel Hermet (1953), dirigeant d'entreprise, sommelier et viticulteur. Il est propriétaire de la cave de Collorgues.
- Pierre Plihon (1989), archer spécialiste de l'arc classique, a vécu à Collorgues où sa famille gère une ferme équestre.

### Héraldique
| Blason de Collorgues | Blason  | D'azur au pal losangé d'argent et d'azur. |
| Blason de Collorgues | Détails | Comme de nombreuses communes gardoises, le blason de Collorgues comporte une partition losangée. Cette similitude s'explique par la mise en place de l'Armorial Général de France établi par Charles d'Hozier à la demande de Louis XIV à partir de 1696 et ce dans le but de percevoir une taxe sur les blasons. Un certain nombre de villages se sont donc vu attribuer un blason basique dont les partitions, émaux et meubles ne reflètent en rien l'histoire de la commune. Le statut officiel du blason reste à déterminer. |